# Zwavelstuittiran
De zwavelstuittiran (Myiobius sulphureipygius) is een zangvogel uit de familie Onychorhynchidae.

## Verspreiding en leefgebied
Deze soort komt voor van Mexico tot Ecuador en telt twee ondersoorten:
- M. s. sulphureipygius: van zuidoostelijk Mexico tot Honduras.
- M. s. aureatus: van zuidelijk Honduras tot westelijk Ecuador.

## Status
De grootte van de populatie is in 2008 geschat op 50.000-500.000 volwassen vogels. Op de Rode lijst van de IUCN heeft deze soort de status niet bedreigd.